# Бомбогор
Бомбогор (д/н—1641) — князь союзу тунгусів-солонів та даурів. Намагався зберегти незалежність від держави Цін.

## Життєпис
Походив зі знатного роду, втім етнічне походження є дискусійним. Більшість дослідників вважає його дауром, хоча деякі припускають, що Бомбогор був тунгусом. Невідомо, коли саме перебрав владу князя та за яких обставин. Втім на початок 1630-х років належав до впливових даурських князів, якому також підпорядковувалися солони, утворивши об'єднання Солонбуу.
У 1637 році під тиском маньчжурів визнав владу богдихана Абахая, передавши ясак соболів та коня. В тому ж році з князями Вандаєм і Галінгою ще раз прибув до мукдену, де засвідчив вірність державі Цін. Втім Болонгар був невдоволений, що не став зятем (ефу) Абахая, на що він сподівався. Це було потрібно за вплив в Даурії з іншим князем Балдачі, який отримав цей титул та цінську принцесу.
З 1638 року починає не виконувати обов'язки васала по відношенню до Цін. Тому Абахай відправив генерала Самшіку проти Бомбогора, але останній відбив напад. Це підняло престиж Бомбогора, до якого долучилися тунгуські та даурські князьки.
З 1639 році повстання охопило значні області. Проти Бомюогора виступили війська в 2,5 тис. вояків на чолі з Самшікою і Ісуном, які отримали також підтримку від Балдачі. За цих обставин Бомбогор став відступати на північ. Маньчжури зуміли захопили основні його фортеці Якса, Догін, Добчен й Асієчин. При штурмі першої фортеці потрапив у полон князь Галінга. Після цього Бомбогор зазнав поразки у битві біля поселення гуалар. У зв'язкуз погіршення погодних умов бойові дії припинилися.
У травні 1640 року маньчжури поновили кампанію проти Бомбогора. Протягом літа та осені основні союзники та васали Бомбогора визнали владу Цін. Втім князь з невеликим загоном продовжував спротив, але у битві біля річки Ганхе зазнав нової поразки. Зрештою у січні 1641 року біля гори Челутай його було схоплено, доправлено до мукден, де страчено.